# Jean-Joseph-René Besse
Jean-Joseph-René Besse, francoski general, * 1884, † 1954.